# AEW Double or Nothing
AEW Double or Nothing — это ежегодное рестлинг-шоу, проводимое All Elite Wrestling (AEW). Шоу проходит накануне национального праздника США день поминовения или день памяти, в конце мая начиная с 2019 года. Является первым Pay-per-view выпущенным AEW. Шоу входит в число «Большой четверки» PPV от AEW, наряду с AEW All Out, AEW Full Gear и AEW Revolution.

## История
Первое мероприятие Double or Nothing состоялось 25 мая 2019 года на арене MGM Grand Garden Arena город Парадайс, штат Невада, на Лас-Вегас-Стрип. Это шоу 2019 года также стало самым первым PPV выпущенным All Elite Wrestling. Сам промоушн AEW был основан не многим ранее, в том же 2019 году, в январе. Так как Double or Nothing было первым PPV от AEW, шоу считается главным событием промоушена. Президент и генеральный директор AEW Тони Хан назвал Double or Nothing одним из «большой четверки» PPV промоушена, (четыре крупнейших шоу за год выпускаемых ежеквартально), наряду с AEW All Out, AEW Full Gear и AEW Revolution.
В 2020 году AEW планировали провести следующее шоу на той же арене 23 мая, но в Парадайс где находится арена MGM Grand Garden Arena были отменены все крупные мероприятия, из за введённых ограничений связанных с пандемией COVID-19. Руководство промоушена решило не отменять шоу в 2020 году, а перенести его на другую арену, новыми площадками стали Daily's Place и TIAA Bank Field в городе Джэксонвилл, штат Флорида. Так же было объявлено, что третье PPV Double or Nothing в 2021 году будет проходить на арене MGM Grand Garden Arena 29 мая. Была сказано, что шоу пройдёт без зрителей, а деньги уже за купленные билеты будут возвращены, эти же правила будут действовать и на 2021 год, если к моменту проведения зрители не смогут попасть на арену.
Из за продолжающейся пандемии COVID-19 шоу 2021 года также было перенесено с запланированной арены на другие площадки Daily's Place и TIAA Bank Field и смещено на один день 30 мая. После этого MGM Grand Garden Arena произвела возврат денежных средств за уже купленные билеты. AEW возобновил выступление с живой публикой в июле, таким образом, Double or Nothing в 2021 году стал последним PPV промоушена которое проходило в Daily’s Place в период пандемии. Данное шоу также стало первым мероприятием компании, на которое были допущены зрители во время пандемии.

## Даты и места проведения
| № | Шоу                      | Дата             | Город                     | Место проведения              | Главное событие | Ссылки        |
| - | ------------------------ | ---------------- | ------------------------- | ----------------------------- | --- | ------------- |
| 1 | Double or Nothing (2019) | 25 мая 2019 года | Лас-Вегас, Невада, США    | MGM Grand Garden Arena        | Крис Джерико против Кенни Омеги, за первое претендентство, за титул чемпиона мира AEW, на шоу All Out (2019) | [ 7 ] [ 8 ]   |
| 2 | Double or Nothing (2020) | 23 мая 2020 года | Джэксонвилл, Флорида, США | Daily's Place TIAA Bank Field | Мэтт Харди и Элита (Адам Пейдж, Кенни Омега, Мэтт Джексон и Ник Джексон) против Внутреннего круга (Криса Джерико, Джейка Хагера, Сэмми Гевару, Сантаны и Ортиса) в матче на стадионе                                    | [ 16 ]        |
| 3 | Double or Nothing (2021) | 30 мая 2021 года | Джэксонвилл, Флорида, США | Daily’s Place TIAA Bank Field | Внутренний круг (Крис Джерико, Джейк Хагер, Сэмми Гевара, Сантана и Ортиc) против Пиннакла (MJF, Шона Спирса, Вардлоу, Кэша Уиллера, Дакса Харвуда) Если Внутренний круг проигрывают, они должны будут расформироваться | [ 11 ] [ 17 ] |

## Результаты

### Double or Nothing 2019
Double or Nothing 2019 было первым PPV Double or Nothing в истории. Шоу проходило 25 мая 2019 года в Лас-Вегасе штат Невада, Соединённые Штаты Америки в MGM Grand Garden Arena.
| №                                 | Матч | Тип матча | Время | Ссылки |
| --------------------------------- | --- | --- | ----- | ------ |
| Kick Off                          | Адам Пейдж победил, устранив последнего участника MJF                                                                         | Матч Casino Battle Royale с 21 участником, за первое претендентство, за титул чемпиона мира AEW, на шоу All Out (2019) против победителя матча Крис Джерико против Кенни Омеги | 16:00 | [ 20 ] |
| Kick Off                          | Кип Сабиан победил Сэмми Гевару                                                                                               | Одиночный матч | 10:00 | [ 20 ] |
| 1                                 | SoCal Uncensored (Кристофер Дэниелс, Фрэнки Казарян и Скорпио Скай) победили Сильных Сердцем (Симу, Ти-Хоука и Эль Линдамана) | Командный матч с шестью участниками | 13:40 | [ 20 ] |
| 2                                 | Бритт Бейкер победила Найлу Роуз, Кайли Рэй и Невероятную Конг с (Брэнди Роудс)                                               | Четырехсторонний матч | 11:10 | [ 20 ] |
| 3                                 | Лучшие друзья (Чак Тейлор и Трент Беретта) победили Анхелико и Джека Эванса                                                   | Командный матч | 12:35 | [ 20 ] |
| 4                                 | Хикару Шида, Рихо и Рё Мизунами победили Адзю Конг, Эми Сакуру и Юку Сакадзаки                                                | Командный матч с шестью участницами | 13:10 | [ 20 ] |
| 5                                 | Коди с (Брэнди Роудс) победил Дастина Роудса                                                                                  | Одиночный матч | 22:30 | [ 20 ] |
| 6                                 | Янг Бакс (Мэтт Джексон и Ник Джексон) (c) победили Луча Братьев (Феникса и Пентагона)                                         | Командный матч, за титул командных чемпионов мира AAA | 24:55 | [ 20 ] |
| 7                                 | Крис Джерико победил Кенни Омегу                                                                                              | Одиночный матч, за первое претендентство, за титул чемпиона мира AEW, на шоу All Out (2019) против Адама Пейджа                                                                | 27:00 | [ 20 ] |
| (c) — чемпион на момент поединка. | | |       |        |

### Double or Nothing 2020
Double or Nothing 2020 было вторым PPV Double or Nothing. Шоу проходило 23 мая 2020 года в Джэксонвилле штат Флорида, Соединённые Штаты Америки в Daily's Place TIAA Bank Field.
| №                                 | Матч | Тип матча                                                                        | Время | Ссылки |
| --------------------------------- | --- | -------------------------------------------------------------------------------- | ----- | ------ |
| Kick Off                          | Лучшие друзья (Чак Тейлор и Трент) победили Private Party (Исайя Кэссиди и Марка Куина)                                                                                                 | Командный матч за первое претендентство за титул командных чемпионов мира AEW    | 15:10 | [ 23 ] |
| 1                                 | Брайан Кейдж с (Тэззом) победил Дарби Аллина, Кольта Кабану, Оранджа Кэссиди, Джои Джанелу, Скорпио Ская, Кипа Сабиана с (Джимми Хэвоком и Пенелопой Форд), Фрэнки Казаряна и Лучазавра | Матч Casino Ladder Match, за первое претендентство, за титул чемпиона мира AEW   | 28:30 | [ 23 ] |
| 2                                 | MJF с (Вардлоу) победил Джангл Боя | Одиночный матч                                                                   | 17:20 | [ 23 ] |
| 3                                 | Коди с (Арн Андерсоном) победил Лэнса Арчера с (Джейком Робертсоном) | Финал турнира за титул чемпиона TNT AEW                                          | 22:00 | [ 23 ] |
| 4                                 | Крис Статландер победила Пенелопу Форд с (Кипом Сабианом) | Одиночный матч                                                                   | 5:30  | [ 23 ] |
| 5                                 | Дастин Роудс с (Брэнди Роудс) победил Шона Спирса | Одиночный матч                                                                   | 3:20  | [ 23 ] |
| 6                                 | Хикару Шида победила Найлу Роуз (с) | Матч мез отсчётов и без дисквалификации, за титул чемпиона мира AEW среди женщин | 16:40 | [ 23 ] |
| 7                                 | Джон Моксли (c) победил Броди Ли | Одиночный матч, за титул чемпиона мира AEW                                       | 15:30 | [ 23 ] |
| 8                                 | Элита (Адам Пейдж, Кенни Омега, Мэтт Харди, Мэтт Джексон и Ник Джексон) победили Внутренний круг (Криса Джерико, Джейка Хагера, Сэмми Гевары, Сантаны и Ортиса)                         | Кинематографический матч на стадионе                                             | 34:00 | [ 23 ] |
| (c) — чемпион на момент поединка. | |                                                                                  |       |        |

### Double or Nothing 2021
Double or Nothing 2021 было третьим PPV Double or Nothing. Шоу проходило 30 мая 2021 года в Джэксонвилле штат Флорида, Соединённые Штаты Америки в Daily's Place TIAA Bank Field.
| №                                 | Матч | Тип матча                                                                             | Время | Ссылки |
| --------------------------------- | --- | ------------------------------------------------------------------------------------- | ----- | ------ |
| Kick Off                          | Серена Диб (с) победила Рихо | Одиночный матч за титул чемпиона мира NWA среди женщин                                | 14:05 | [ 24 ] |
| 1                                 | «Вешатель» Адам Пейдж победил Брайана Кейджа | Одиночный матч                                                                        | 12:00 | [ 24 ] |
| 2                                 | Янг Бакс (Мэтт Джексон и Ник Джексон) (с) с (Брэндоном Катлером) победили Джона Моксли и Эдди Кингстона                                                                  | Командный матч, за титул командных чемпионов мира AEW                                 | 21:00 | [ 24 ] |
| 3                                 | Джангл Бой победил, устранив последнего участника с Кристиана Кейджа | Матч Casino Battle Royale, за первое претендентство, за титул чемпиона мира AEW       | 23:30 | [ 24 ] |
| 4                                 | Коди Роудс с (Арном Андерсоном) победил Энтони Огого с (Кью.Ти. Маршаллом)                                                                                               | Одиночный матч, за титул чемпиона TNT AEW                                             | 10:55 | [ 24 ] |
| 5                                 | Миро (с) победил Лэнса Арчера с (Джейком Робертсоном) | Одиночный матч                                                                        | 9:50  | [ 24 ] |
| 6                                 | Доктор Бритт Бейкер с (Ребел) победила Хикару Шиду (с) | Одиночный матч, за титул чемпиона мира AEW среди женщин                               | 17:20 | [ 24 ] |
| 7                                 | Дарби Аллин и Стинг победили Мужчин года (Итана Пейджа и Скорпио Ская)                                                                                                   | Командный матч                                                                        | 12:30 | [ 24 ] |
| 8                                 | Кенни Омега (с) победил Оранджа Кэссиди и Пака | Трёхсторонний матч за чемпиона мира AEW                                               | 27:00 | [ 24 ] |
| 9                                 | Внутренний круг (Крис Джерико, Джейк Хагер, Сэмми Гевара, Сантана и Ортиc) победили Пиннакл (MJF, Шона Спирса, Вардлоу, Кэша Уиллера, Дакса Харвуда) с (Талли Бланшаром) | Матче на стадионе Если Внутренний круг проигрывают, они должны будут расформироваться | 31:30 | [ 24 ] |
| (c) — чемпион на момент поединка. | |                                                                                       |       |        |

### Комментарии
1. ↑  Командное чемпионство мира AAA защищалось на шоу в рамках партнёрский отношений Lucha Libre AAA Worldwide и All Elite Wrestling
2. ↑  Чемпионство мира NWA среди женщин защищалось на шоу в рамках партнёрский отношений National Wrestling Alliance и All Elite Wrestling

1. ↑  Из за сложившейся в мире ситуации с пандемией COVID-19, множество спортивных мероприятий было отменено или перенесено на неопределённый срок. All Elite Wrestling, чтобы не отменять Double or Nothing 2020 записывали сюжеты без зрителей